# Lista de primeiros-ministros de Singapura
O Primeiro-Ministro de Singapura é o chefe de governo da República de Singapura. O atual incumbente é Lawrence Wong. 

## História
Após a Segunda Guerra Mundial, diante do crescente sentimento anticolonial na Colônia de Singapura, os britânicos instauraram um sistema progressivo de autogoverno que começou em 1955 com a criação de uma Assembleia Legislativa de Singapura de 32 membros, sendo 25 deles eleitos por sufrágio. Nesta reforma, foi criado o cargo de Ministro-Chefe de Singapura e a Rainha Isabel II foi mantida como Chefe de Estado.
Em maio de 1959 realizam-se eleições para a Assembleia Legislativa. O Partido de Ação Popular (PAP) varreu as eleições, ganhando quarenta e três dos cinquenta e um assentos. Seu sucesso foi baseado na aceitação da população de origem chinesa, especialmente os sindicatos e organizações estudantis radicais. Seu líder, Lee Kuan Yew, um advogado que estudou na Universidade de Cambridge, tornou-se o primeiro-ministro de Singapura em 1959.
Apesar do sucesso alcançado no governo anterior, os dirigentes do PAP pensavam que o futuro de Singapura estava destinado a união com a Malásia. O referendo sobre o status político de Singapura, em 1962, terminou com 70% dos eleitores a favor do sindicato. A federação malaia permitiu manter o cargo de primeiro-ministro e chefe de estado de cada território, assim Lee Kuan Yew permaneceu como chefe do governo.
No entanto, a união não beneficiou Singapura, que se envolveu em conflitos raciais entre a população malaia e imigrantes chineses, a insurgência comunista e a tensão militar entre Indonésia e Malásia. Em 9 de agosto de 1965, a expulsão de Singapura é votada no Parlamento da Malásia, terminando com uma esmagadora votação de 126 a 0 a favor. No mesmo dia, Lee Kuan Yew anunciou em uma entrevista coletiva na televisão que Singapura era uma nação soberana e independente.
Singapura foi configurada como uma república parlamentar, então Yusof Ishak foi eleito como primeiro presidente e Lee ocupou o cargo de primeiro-ministro até à sua aposentadoria em 1990.

## Poderes
O Presidente da República nomeia o Primeiro-Ministro, geralmente o líder do partido que possui o maior número de assentos no parlamento. O primeiro-ministro serve por cinco anos e pode ser reeleito indefinidamente.
Singapura é uma república parlamentarista e, embora a constituição confira ao presidente o poder executivo, seu poder é cerimonial. O primeiro-ministro monopoliza os poderes executivos, de acordo com a constituição, a direção geral e o controle do governo.

## Lista de primeiros-ministros
| Retrato                                                        | Nome                                                           | Início do Mandato                                              | Fim do Mandato                                                 | Partido                                                              | Eleição                                                        | Chefe de Estado                                                |
| Colônia de Singapura (Colônia do Império Britânico; 1955-1963) | Colônia de Singapura (Colônia do Império Britânico; 1955-1963) | Colônia de Singapura (Colônia do Império Britânico; 1955-1963) | Colônia de Singapura (Colônia do Império Britânico; 1955-1963) | Colônia de Singapura (Colônia do Império Britânico; 1955-1963)       | Colônia de Singapura (Colônia do Império Britânico; 1955-1963) | Colônia de Singapura (Colônia do Império Britânico; 1955-1963) |
| -------------------------------------------------------------- | -------------------------------------------------------------- | -------------------------------------------------------------- | -------------------------------------------------------------- | -------------------------------------------------------------------- | -------------------------------------------------------------- | -------------------------------------------------------------- |
|                                                                | David Saul Marshall (1908-1995)                                | 6 de abril de 1955                                             | 7 de junho de 1956                                             | Trabalhista                                                          | 1955                                                           | Rainha Isabel II                                               |
|                                                                | Lim Yew Hock (1914-1984)                                       | 8 de junho de 1956                                             | 3 de junho de 1959                                             | Trabalhista (até 1958) Aliança do Povo da Singapura (depois de 1958) | -                                                              | Rainha Isabel II                                               |
|                                                                | Lee Kuan Yew (1923-2015)                                       | 3 de junho de 1959                                             | 16 de setembro de 1963                                         | Partido de Ação Popular                                              | 1959                                                           | Rainha Isabel II                                               |
| Singapura (Estado da Federação Malaia; 1963-1965)              |                                                                |                                                                |                                                                |                                                                      |                                                                |                                                                |
|                                                                | Lee Kuan Yew (1923-2015)                                       | 16 de setembro de 1963                                         | 9 de agosto de 1965                                            | Partido de Ação Popular                                              | 1963                                                           | Yang di-Pertuan Agong Ismail Nasiruddin de Terengganu          |
| República de Singapura (Independente; 1965-presente)           |                                                                |                                                                |                                                                |                                                                      |                                                                |                                                                |
|                                                                | Lee Kuan Yew (1923-2015)                                       | 9 de agosto de 1965                                            | 28 de novembro de 1990                                         | Partido de Ação Popular                                              | 1968 1972 1976 1980 1984 1988                                  | Yusof Ishak (1965-1970)                                        |
| Benjamin Sheares (1971-1981)                                   | Lee Kuan Yew (1923-2015)                                       | 9 de agosto de 1965                                            | 28 de novembro de 1990                                         | Partido de Ação Popular                                              | 1968 1972 1976 1980 1984 1988                                  |                                                                |
| Devan Nair (1981-1985)                                         | Lee Kuan Yew (1923-2015)                                       | 9 de agosto de 1965                                            | 28 de novembro de 1990                                         | Partido de Ação Popular                                              | 1968 1972 1976 1980 1984 1988                                  |                                                                |
| Wee Kim Wee (1985-1991)                                        | Lee Kuan Yew (1923-2015)                                       | 9 de agosto de 1965                                            | 28 de novembro de 1990                                         | Partido de Ação Popular                                              | 1968 1972 1976 1980 1984 1988                                  |                                                                |
|                                                                | Goh Chok Tong (n.1941)                                         | 28 de novembro de 1990                                         | 12 de agosto de 2004                                           | Partido de Ação Popular                                              | 1991 1997 2001                                                 | Wee Kim Wee (1991-1993)                                        |
| Ong Teng Cheong (1993-1999)                                    | Goh Chok Tong (n.1941)                                         | 28 de novembro de 1990                                         | 12 de agosto de 2004                                           | Partido de Ação Popular                                              | 1991 1997 2001                                                 |                                                                |
| Sellapan Ramanathan (1999-2004)                                | Goh Chok Tong (n.1941)                                         | 28 de novembro de 1990                                         | 12 de agosto de 2004                                           | Partido de Ação Popular                                              | 1991 1997 2001                                                 |                                                                |
|                                                                | Lee Hsien Loong (n.1952)                                       | 12 de agosto de 2004                                           | 15 de maio de 2024                                             | Partido de Ação Popular                                              | 2005 2011 2015 2020                                            | Sellapan Ramanathan (2004-2011)                                |
| Tony Tan (2011-2017)                                           | Lee Hsien Loong (n.1952)                                       | 12 de agosto de 2004                                           | 15 de maio de 2024                                             | Partido de Ação Popular                                              | 2005 2011 2015 2020                                            |                                                                |
| Halimah Yacob (2017-2023)                                      | Lee Hsien Loong (n.1952)                                       | 12 de agosto de 2004                                           | 15 de maio de 2024                                             | Partido de Ação Popular                                              | 2005 2011 2015 2020                                            |                                                                |
| Tharman Shanmugaratnam (2023–presente)                         | Lee Hsien Loong (n.1952)                                       | 12 de agosto de 2004                                           | 15 de maio de 2024                                             | Partido de Ação Popular                                              | 2005 2011 2015 2020                                            |                                                                |
|                                                                | Lawrence Wong (n.1972)                                         | 15 de maio de 2024                                             | presente                                                       | Partido de Ação Popular                                              | —                                                              | Tharman Shanmugaratnam (2023–presente)                         |